# 科贾埃利大学
科贾埃利大学，是土耳其的一所大学，也是歐洲大學協會成員。該學校成立于1976年。1999年伊茲密特地震發生時，科贾埃利大学的校園中近75%的建築在地震中被摧毀。